# Дарма
Дарма (санск. धर्म , пал. धम्म ; оно што држи, одржава, од dhr: држати) је вишезначан појам индијске филозофије, који заузима централно место у хиндуизму, ђаинизму и будизму, који се због тога називају дармичким религијама. У најширем смислу, дарма означава оно што "држи" космос. Дарма на санскрту значи ред, поредак, законитост, исправност, понашање у складу с верским или моралним правилима. У пали језику су сва та значења преузета, али је додата и типична будистичка употреба. Такође, на индијским језицима може означавати нечију вероисповест.
У хиндуизму, дарма је једна од четири компоненте Пурусарта, циљева живота, и означава понашања за која се сматра да су у складу са Рта, поретком који чини живот и универзум могућим. То укључује дужности, права, законе, понашање, врлине и „исправан начин живљења“. То је имало транстемпорално важење.
У будизму, дарма значи „космички закон и ред“, како је изражено Будиним учењем. У будистичкој филозофији, дарма је такође израз за „феномене”.

## Етимологија
Реч је настала из санскритског корен dhr, који значи „држати“, „одржавати“. Првобитно је значила оно што држи универзум заједно, подршку материјалног или моралног постојања. Означава и космичку законитост у којој је, према учењу о карми, морални основ исконскији од материјалног. Одатле произилазе значења: врлина, исправност, истинитост.
Овај термин је тешко прецизно превести, но његово значење омеђено је појмовима "закон", "врлина", "дужност" и чак "религија". Тако, дарма може значити: учење, религија, истина, доктрина, исправност, врлина, суштина, „атом“, појава, природа, закон, правило, својство и ентитет. Нека од ових значења користе се и у читавој индијској религији, док су друга карактеристична само за будизам.

## У хиндуизму
У Ведама се дарма употребљава у истом смислу као рита, односно означава космички и морални поредак. У индијској филозофији, дарма је средишњи концепт који објашњава „узвишену истину“ или крајњу стварност света. Он може и означавати нечије етичке дужности или врлину, односно, принципе понашања које би људска бића требало да следе како би живели у складу са поретком ствари. Њен основни смисао укључује и кинески тао.
У Индији, кастински систем сматран је светим наслеђем, а структура друштва продужетком структуре космоса. Ова легитимизација односа моћи унутар друштва била је оснажена идејом дарме, у смислу обавезе да се изводе обреди описани у Ведама и испуне дужности према друштвеној групи и породици. Отуда дарма обухвата не само ритуал, него и морално понашање.
Између 8. и 9. века п. н. е. било је много спекулација о дарми, а једна филозофска школа, мимамса, веровала је како је дарма, у значењу обреда, најважнија човекова активност. Дарму би требало практиковати не зато што она ставља у изглед награду, већ првенствено због тога што се у Ведама објављује да би тако требало чинити, а њен изостанак представља грех. Захваљујући законицима као што је Мануов законик, дарма добија ширу примену, која се нарочито фокусира на дужности касте и одржавање статуса кво унутар друштва.
До 5. века п. н. е. дарма је почела да означава две обавезе: дужност појединца у односу на његову касту (варна) и дужности у односу на његову животну доб (ашрама). Овај концепт постао је изузетно важан у историји хиндуизма. Обавеза према сопственој касти достиже свој врхунац у петом веку пре наше ере, а модел варнашрама-дарме постаје доминантна идеологија у односу на коју се дефинишу све друге религијске групе.

## У будизму
У будистичким текстовима се срећу различита значења пали термина dhamma, од којих су нека: закон, учење, правило, исправност, узрочност, појава, честица (конститутивни чинилац појавног света, налик атому). Прецизнија одређење свих тих значења посебно је разрадио Будагоса (5. век), издвајајући четири главна значења дхаме: 
- учење
- врлина
- космички закон
- појава

Овим се не исцрпљују сва значења ове речи. Још једно важно значење дарме које се јавља у коментарима су предмети ума.

### Учење
Дарма првенствено означава Будину науку, која симболично одржава свет. Будизам је заправо западни назив за оно што се на истоку назива Будина дарма (Buddha-Dharma), односно ослобађајући закон који је спознао и објавио Буда.
Повезано са тим, Точак дарме означава Будино стављање у покрет свог учења објављењем четири племените истине. Будући да излажу дарму, и Будине беседе се скупно означавају као дарма (пали: dhamma).
Учење је слично сплаву, који служи да се пређе река, а не да се вежемо за њега.— Буда

### Врлина
Практично испољавање дарме у људском животу је у виду врлине, исправног држања мислима, речју и делом. Живот у складу са овим законом праведности који је изложио Буда, је живот прожет дармом. 
| „             | Чак и владар света, истинољубив и праведан краљ, не влада својом земљом сам, већ уз себе има још једног владара. То је дарма, закон праведности. | ” |
| — Готама Буда | |   |

### Законитост
Дарма у смислу космичког закона је држитељ космоса. У том смислу, она претходи Буди, који представља њену манифестацију. Буде долазе и одлазе, али се дарма, у свом изворном облику, протеже у бескрај. У том контексту она је у извесном смислу аналогна грчком појму логоса.

### Појава
Дарма у смислу појаве без истинског битка, је посебно важна за будистичку теорију о појавној природи света. Дарма означава предмете, честице, најједноставније елементе, последњу недељивост, оно што одржава стварност. Будући да су предмети чула сложене творевине, а елементи који их творе подложни непрекидној мени, они се називају елементи дарме. 
Будистима је дхамма оно што је брахманским филозофима брахман. Буда је намерно уместо брахмана ставио појам дхамма, уместо вечне и непроменљиве светске душе идеју вечног настанка и пролазности, а уместо представе о супстанцији представе о несупстанцијалности.— Гајгер
Дарма то све означава и са субјективне стране, психички, и с објективне стране, онтички. Та су два вида дарме обједињена у разрађеној будистичкој феноменологији, у делу канона који својим насловом то и сугерише, у Абхидхамми.
У смислу појаве, дарма донекле одговара грчком термину феномен.